# Toàn Đường thi

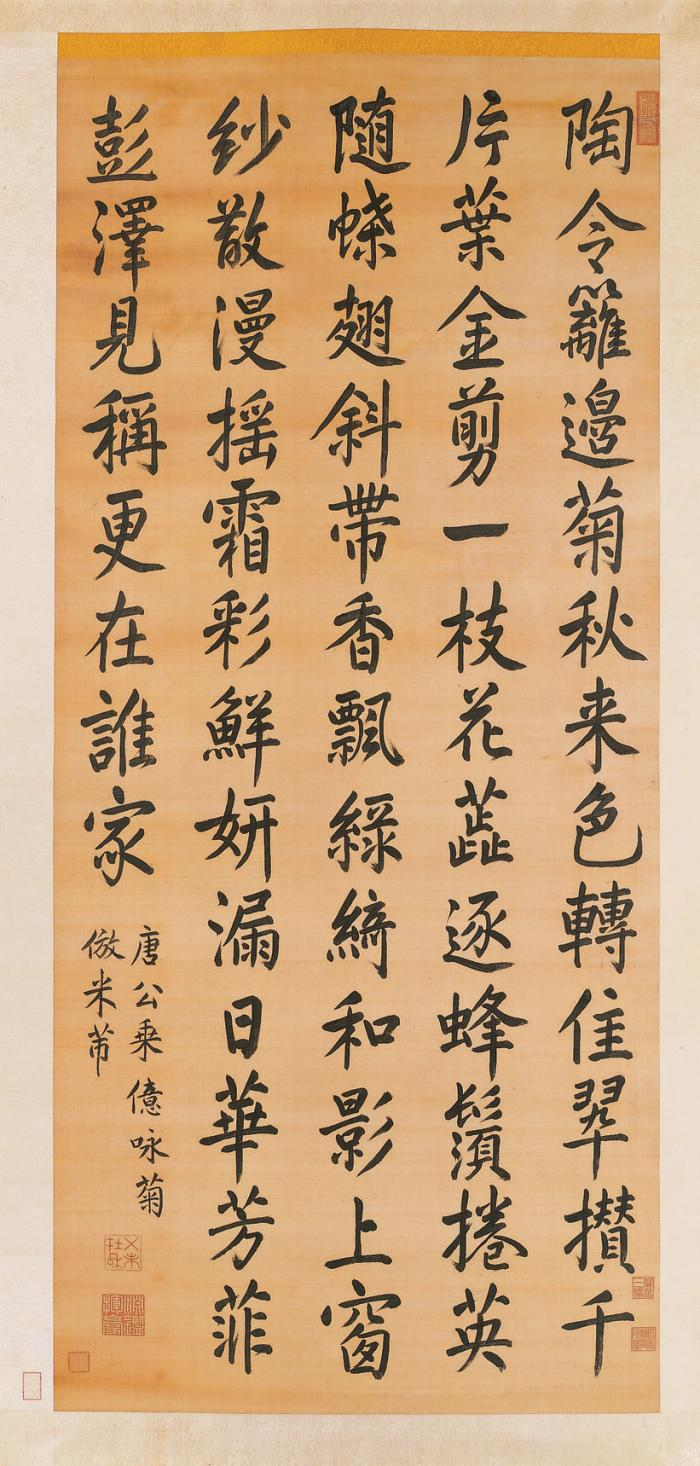
Sự quan tâm của Hoàng đế Khang Hy đối với thơ Đường được thể hiện ở đây bằng cách viết thư pháp của ông về một bài thơ Đường, ca ngợi hoa cúc.

Toàn Đường Thi (Toàn tập thi ca đời Đường) (Hán tự: 全唐詩) là bộ sưu tập lớn nhất của thơ Đường, có chứa khoảng 48,900 bài thơ trữ tình bởi hơn 2,200 các nhà thơ, thi sĩ. Với tổng cộng 900 quyển, bao gồm bộ mục lục 12 quyển, bộ bổ di 6 quyển, bộ từ 12 quyển. Vào ngày 19 tháng 3 năm Khang Hy thứ 44 (năm 1705), công trình được uỷ nhiệm theo chỉ dẫn của Hoàng Đế Khang Hy đời nhà Thanh hạ lệnh xuất bản dưới tên của ngài. Tuyển tập hoàn thành việc biên soạn vào ngày mồng một năm Khang Hy thứ 45. Hoàng đế Khang Hy đặt lời đề ngày 16 tháng 4, năm Khang Hy thứ 46. Bộ "Toàn Đường thi" là nguồn tư liệu chính của các bài thơ đời Đường được lưu giữ, để từ đó một tuyển tập ngắn gọn hơn nhưng cũng không kém phần nổi tiếng, "Ba trăm bài thơ Đường", được biên soạn.

## Về tuyển tập
Năm 1705, Hoàng Đế Khang Hy ban chiếu chỉ cho Tào Tuyết Cần (曹雪芹), một cận thần tín nhiệm của triều đình, quan chức và là một nhân vật văn học đúng nghĩa. Ông ra lệnh cho Tào Tuyết Cần biên soạn và xuất bản tất cả các bài thơ (thơ trữ tình) còn sót lại của nhà Đường, mở đầu cho những dự án văn học vĩ đại đầu tiên mà triều đại Mãn Thanh trở nên nổi tiếng thơm lây. Vị Hoàng Đế cũng bổ nhiệm các học giả của Hàn lâm viện (翰林院) nhằm giám sát việc đối chiếu các văn bản. Có mười người gồm Bành Định Cầu (彭定求; 1645—1719), Trầm Tam Tằng (沈三曾; ?—?), Dương Trung Nột (楊中訥; 1649—1719), Uông Sĩ Hoành (汪士鋐; 1658—1723), Uông Dịch (汪繹; 1671—1706), Du Mai (俞梅,?—?), Từ Thụ Bản (徐樹本; ?—1710), Xa Đỉnh Tấn (車鼎晉; 1668—1733), Phan Thung Luật (潘從律; ?—?), Tra Tự Lật (查嗣瑮; 1652—1733) được ông nội của Tào Tuyết Cần là Tào Dần (曹寅; 1658—1712) tập hợp phụng chỉ biên tập lẫn khắc bản in. Đội ngũ đã so sánh các văn bản từ các thư viện khác nhau cũng như rà soát các bộ sưu tập tư nhân. Tào Tuyết Cần đã đào tạo các nhà thư pháp theo lối viết thông thường trước khi khắc các bản khắc gỗ cho việc in ấn. Công việc được hoàn thành trong thời gian ngắn đáng kể, mặc dù Tào Tuyết Cần cảm thấy phải tạ lỗi với Hoàng Đế vì sự chậm trễ. Hơn một trăm thợ thủ công đã làm công việc in ấn, theo đó loại giấy được mua cũng là loại đặc biệt. Mặc dù Hoàng Đế đã quyết định rằng, Tào Tuyết Cần sẽ là người đầu tiên được ghi danh liệt kê trong chính cuốn sách, nhưng trong danh mục Tứ khố toàn thư (四庫全書), bộ Toàn tập thơ Đường được liệt kê như một "Tuyển tập Biên soạn Hoàng gia" (yuding), nghĩa là của Hoàng Đế.

## Ý nghĩa và nội dung
Cấu trúc của toàn bộ cuốn sách được dựa theo bộ "Đường âm thống thiêm" (唐音統籤) của Hồ Chấn Hanh (胡震亨; 1569—1645) vào thời nhà Minh và bài "Đường thi" (唐詩) của Quý Chấn Nghi (季振宜; 1630—?) vào thời nhà Thanh. Trong đó bao gồm bảy trăm năm mươi bốn phần, số lượng các phần nhiều nhất, được sắp xếp theo tác giả (kèm theo tiểu sử tóm tắt), theo hình thức và chủ đề. Trong toàn thư, các tác phẩm của Hoàng đế và Quý phi được liệt kê đầu tiên, tiếp theo là "Nhạc chương" (樂章) và các bài "Nhạc phủ" (樂府), các nhà thơ thời Đường được liệt kê theo tuổi, kèm theo tiểu sử tóm tắt tác giả đính kèm. Sau đó là liên cú (聯句), dật cú (逸句), danh viện (名媛), tăng (僧), đạo sĩ (道士), tiên (仙), thần (神), quỷ (鬼), quái (怪), mộng (夢), hài hước (諧謔), phán (判), ca (歌), sấm ký (讖記), ngữ (語), ngạn mê (諺謎), dao (謠), tửu linh (酒令), chiêm từ (占辭), mông cầu (蒙求) ,cuối cùng là bổ di (補遺), từ chuế (詞綴).
Mặc dù bộ Toàn Đường thi là tuyển tập lớn nhất của thơ Đường, nó không thật sự là toàn vẹn hoặc đáng tin cậy. Thậm chí có bài còn bị sưu tập sai, thiếu sót. Công việc được thực hiện với tiến độ hối hả, và các biên soạn viên đã không đưa ra luận cứ hay ít nhất là chỉ ra cách chọn chữ hoặc văn bản hay các bài biến thể (có lẽ là ngoài việc lựa chọn ban đầu và danh sách các biến thể: chắc chắn là không đạt các tiêu chuẩn học thuật hiện đại). Nhiều bài thơ bổ sung và các bài biến thể được khám phá ra vào đầu thế kỷ thứ 20 trong một thư viện hang động tại Đôn Hoàng, và những người biên soạn đã bỏ qua hoặc không thể tìm thấy những bài khác. Rốt cục có tới gần 7.000 bài thơ đã bị thu thập nhầm trong "Toàn Đường thi" theo như Đồng Bồi Cơ, một nhà nghiên cứu thời nay, với sự tham gia của hơn 900 học giả. Trong trường hợp của một số các nhà thơ lớn, có những văn bản hay hơn trong các quyển tập được biên tập riêng lẻ. Có nhiều bài được liệt kê trong danh mục triều đại nhà Đường nhưng không còn tồn tại sau khi các thư viện hoàng gia bị phá hủy.

## Xem Thêm
- Toàn văn "Toàn Đường thi" trên Wikisource Trung Hoa
- Thơ ca Trung Hoa
- Thơ cổ điển Trung Hoa
- Thơ Trung Hoa đời nhà Thanh

## Các bài viết trích dẫn
- Kroll, Paul (2001), "Poetry of the T'ang dynasty", trong Mair, Victor (biên tập), The Columbia History of Chinese Literature, New York: Columbia University Press, tr. 274–313, ISBN 0231109849
- Spence, Jonathan D. (1966). Ts'ao Yin and the K'ang-Hsi Emperor: Bondservant and Master. New Haven: Yale University Press. ISBN 0300042779.
- 彭定球, Bành Định Cầu (1960). 全唐詩 (Quan Tang Shi). Bắc Kinh: Zhonghua shu ju. Phiên bản có chấm câu sắp chữ gồm 25 tập, nhưng không bao gồm các bài bình luận.
- Yu, Pauline (1994), "The Chinese Poetic Canon and its Boundaries", trong Hay, John (biên tập), Boundaries in China, London: Reaktion Books, ISBN 978-0-948462-38-2